# Australian Open 2021 - Quad doppio
Dylan Alcott e Heath Davidson erano i detentori del titolo da tre anni e lo hanno difeso, battendo in finale Andrew Lapthorne e David Wagner con il punteggio di 6–2, 3–6, [10–7].

## Teste di serie
1. Dylan Alcott /  Heath Davidson (campioni)

1. Andrew Lapthorne /  David Wagner (finale)

## Tabellone

### Legenda
| - Q = Qualificato - WC = Wild card - LL = Lucky loser | - ALT = Alternate - SE = Special Exempt - PR = Protected Ranking | - w/o = Walkover - r = Ritirato - d = Squalificato |

|  | Semifinali | Semifinali                  | Semifinali                  | Semifinali | Semifinali |  |  | Finale | Finale                      | Finale | Finale | Finale |  |
|  |            |                             |                             |            |            |  |  |        |                             |        |        |        |  |
|  | 1          | Dylan Alcott Heath Davidson | Dylan Alcott Heath Davidson | 6          | 7          |  |  |        |                             |        |        |        |  |
|  |            | Sam Schröder Niels Vink     | Sam Schröder Niels Vink     | 3          | 6(4)       |  |  | 1      | Dylan Alcott Heath Davidson | 6      | 3      | [10]   |  |
|  |            | Koji Sugeno Nicholas Taylor | Koji Sugeno Nicholas Taylor | 1          | 4          |  |  | 2      | Andy Lapthorne David Wagner | 2      | 6      | [7]    |  |
|  | 2          | Andy Lapthorne David Wagner | Andy Lapthorne David Wagner | 6          | 6          |  |  |        |                             |        |        |        |  |